# Den svarte mannens börda: nya perspektiv på kolonialism, rasism och slaveri
Den svarte mannens börda är en bok av Fredrik Segerfeldt, utgiven 2019 av den marknadsliberala tankesmedjan Timbro. Den handlar om kolonialismens historia i världen, och vår nutida uppfattning av den. I dagens identitetspolitik är kolonialismens historia en hörnsten – evig svärta för västerlandet. Segerfeldt gör sig av med den nutida uppfattningen och visar på en historia bakom slaveri och kolonialism som spänner tio världsimperier och ett flertal folkgrupper. Smålandspostens Fredrik Haage beskrev boken som en "oundgänglighet för den som vill bilda sig en uppfattning om vad som faktiskt är fallet bortom den slagordsdimma som så kallade postkolonialister gärna kväver debatten med".
Bokens titel är en anspelning på Rudyard Kiplings dikt "Den vite mannens börda" (1899).
Boken finansierades genom en gräsrotsfinansieringskampanj av Segerfeldt.